# جی دونگ-وون
جی دونگ-وون (انگلیسی: Ji Dong-Won؛ زاده ۲۸ مهٔ ۱۹۹۱) یک بازیکن فوتبال اهل کره جنوبی است.
وی همچنین در تیم‌های ملی فوتبال کره جنوبی کره جنوبی کره جنوبی بازی کرده‌است.